# Балатон (село)
Ба́латон (венг. Balaton [ˈbɒlɒton]) — село в Венгрии, в регионе Северная Венгрия, в медье Хевеш, в Белапатфальваском яраше.

## Расположение
Находится у северной границы медье, в бассейне Озд-Эгерчехи. Село связано с соседними населёнными пунктами дорожной сетью, ближайшая железнодорожная станция находится в Белапатфальве (приблизительно в 6 км) на железнодорожной линии Эгер-Путнок. Располагается отчасти в горной местности, на заболоченной почве.

## История
В XV веке было владением шеркейских Лорантффи, Орманьи, затем Переньи. В 1552 разрушено турками, но вскоре заново восстановлено. В 1590 селом владели Тамаш Бойки и его наследники. С 1596 находилось под турецкой оккупацией. Сначала население села выплачивало налоги туркам в Буду, затем в Хатван. В 1632–51 большая часть владений Орманьи перешла к семье Сентпетери. С середины XVII века в жизни деревни в большом количестве стали появляться освобождённые от крепостнических обязательств, а затем и получившие гербовую дворянскую бумагу дворянские семьи с небольшим имуществом (Фодор, Кормош и т.д.) члены которых – без крепостных – самостоятельно обрабатывали свои небольшие владения. После разделения владения в 1862 в селе было 12 хозяйских участков, 7 безземельных крестьян, 7 помещиков с крепостными и 55 малых дворян без крепостных. В 1860 малое дворянство поселилось в частях деревни, унаследованных ими от предыдущих общих поколений. До 1945 село относилось к округу Озд комитата Боршод. 

### Легенда
Легенда, которая распространялась по устной традиции ещё в 1970—1980-х годах.
На территории села Балатон в эпоху татаро-монгольского нашествия уже существовал населённый пункт. Слово Балатон предположительно является венгеризацией выражения Блатон (славянского происхождения). Означает камышово-болотистый. В селе была деревянная церковь, религиозная деятельность церковной общины была связана с Архиепархией Эгера, и главным образом с белапатфальваским Цистерцианским Аббатством, которое было основано в 1200-х годах. В устной традиции в 80-х годах рассказывали 2 истории. И обе связаны с эпохой  нашествия татаро-монголов 1241—42 годов. Первая история гласит о том, что мародёрствовавшие татаро-монголы не могли пройти через эту местность, таким образом, во избежание разграбления в одном из болот были запрятаны мощи алтаря балатонской церкви. Согласно второй истории был запрятан церковный колокол (эта версия более распространённая). К 1242 эта территория полностью обезлюдела, настолько, что в течение следующих 300 лет невозможно было найти каких-либо письменных источников об этой истории. Однако в 1500-х годах один мальчик-пастух в ярости метнул валашку, и в тот же момент из воды послышался звук какого-то странного стального предмета. Почтенная публика деревни тотчас поспешила на место происшествия и обнаружила тот самый колокол. В скором времени колокол уже занимал своё место в звоннице. В 70—80-х годах старики всё ещё верили, что колокол их деревни действительно здесь со времён татаро-монгольского нашествия. В действительности, согласно хронике местной церковной общины (архив Эгера) жители села во время революции 1848—49 годов в Венгрии в знак солидарности предоставили свой колокол на отлитие пушки, затем уже после революции один эгерский литейщик пушек сделал точную копию этого колокола. В настоящее время в звоннице находятся два колокола, больший из которых XIX века, но никак не эпохи татаро-монгольского нашествия. Данные, датируемые периодом ранее XIX века, не подтверждают истинности информации этой легенды. Использование колоколов не было распространённым явлением в малых населённых пунктах, только после осады Белграда в 1456. Таким образом основа подлинности истории возвращается к традициям аббатства: отличное убежище от татаро-монголов предоставляла местность Балатона беглецам, так как разорителям не очень-то хотелось бродить по такой местности. Благодаря этому белапатфальвское Аббатство римской эпохи сохранилось в ценности и сохранности. И, вероятно, истинно и то, что предметы скрывали в болоте, которое смогли обнаружить после популяризации в народе этого населённого пункта.

### Национальный состав
Национальный состав населения Балатона, согласно переписи населения 2001: венгры — 90 %, цыгане — 10 %.

## Население
| Год  | Численность | Численность |
| ---- | ----------- | ----------- |
| 2013 | 1076        | [ 3 ]       |
| 2014 | 1073        | [ 4 ]       |
| 2015 | 1053        | [ 5 ]       |
| 2021 | 1002        | [ 6 ]       |
| 2022 | 939         | [ 7 ]       |
| 2023 | 943         | [ 8 ]       |
| 2024 | 922         | [ 1 ]       |

## Достопримечательности
- Римская католическая церковь. Построена в 1775, в стиле позднего барокко. Освящена в честь Святого Мартина Турского.
- Мемориальная доска Первой мировой войны